# Anguillicolidae
Anguillicolidae zijn een familie van rondwormen (nematoden). Het zijn bloedzuigende parasieten die leven in de zwemblaas van echte palingen (het geslacht Anguilla). De larven verspreiden zich via een tussengastheer (kreeftachtigen zoals eenoogkreeftjes, maar mogelijk ook vissen) die door de paling via het voedsel weer wordt opgenomen.
Eén soort, Anguillicoloides crassus kwam in het begin van de jaren 1980, waarschijnlijk via importen van levende paling uit Japan, in Nederland en Noord-Duitsland terecht. De parasiet breidde zich snel uit binnen de populaties van paling in Europa. Halverwege de jaren 1980 kwam de worm massaal voor bij de paling (Anguilla anguilla) in de Nederlandse wateren.

## Taxonomische indeling
De volgende taxa worden bij de familie ingedeeld:
In 2006 werd het geslacht gesplitst in Anguillicola en Anguillicoloides.
- Onderfamilie Anguillicolinae Yamaguti, 1935
  - Geslacht Anguillicola Yamaguti, 1935
    - Ondergeslacht Anguillicola (Anguillicola) Moravec & Tcharaschewsky, 1988
      - Anguillicola (Anguillicola) globiceps Yamaguti, 1935
        - = Anguillicola globiceps Yamaguti, 1935

    - Anguillicola australiensis Johnston & Mawson, 1940
    - Anguillicola novaezelandiae Moravec & Tcharaschewsky, 1988
    - Anguillicola papernai Moravec & Tcharaschewsky, 1988

  - Geslacht Anguillicoloides Moravec & Taraschewski, 1988
    - = Anguillicola (Anguillicoloides) Moravec & Taraschewski, 1988
    - Anguillicoloides australiensis Johnston & Mawson, 1940
      - Anguillicola (Anguillicoloides) australiensis Johnson & Mawson, 1940

    - Anguillicoloides crassus (Kuwahara, Niimi & Itagaki, 1974) Moravec & Taraschewski, 1988
      - = Anguillicola crassus Kuwahara, Niimi & Itagaki, 1974
      - = Anguillicola (Anguillicoloides) crassus Kuwahara, Niimi & Itagaki, 1974

    - Anguillicoloides novaezelandiae (Moravec & Taraschewski, 1988)
    - Anguillicoloides papernai (Moravec & Taraschewski, 1988)